# 슈무슈군
슈무슈군(占守郡)은 홋카이도(지시마국) 네무로 지청에 존재했던 군이다. 1875년 11월에 상트페테르부르크 조약에 의해서 일본령이 되었고 지시마국에 설치된 것이 시작이었다. 1945년 8월에 소비에트 연방이 점령했다. 쿠릴 열도 북부 섬들을 관할했었다.

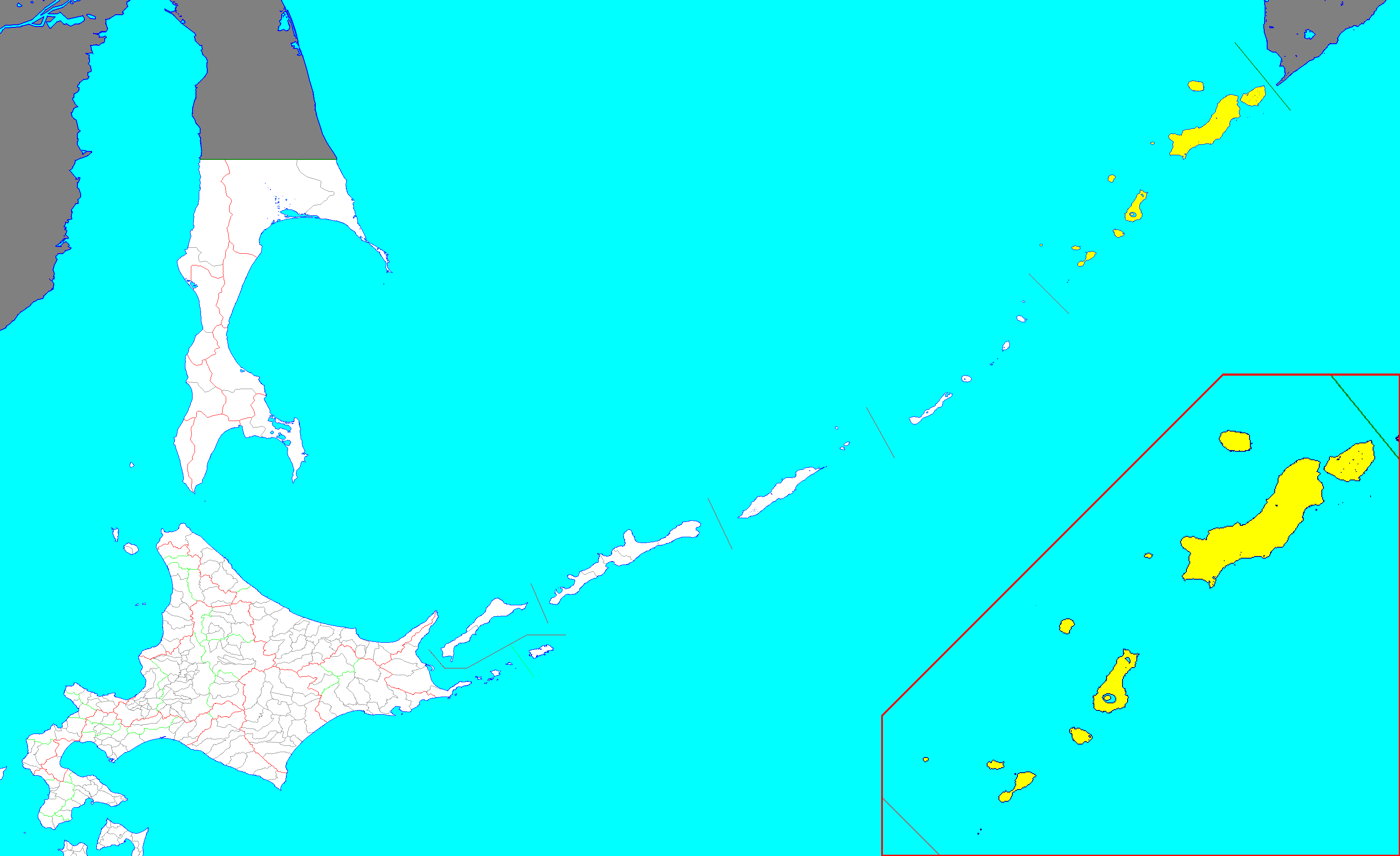
홋카이도 슈무슈 군의 위치

## 관할
괄호안은 일본 명칭이다.
- 슘슈섬(슈무슈섬)
- 아틀라소프섬(아라이도섬)
- 파라무시르섬(파라무시루섬 또는 호로무시로섬)
- 안치페로바섬(시린키섬)
- 마칸루시섬(마칸루섬)
- 아우오스섬(아보스 암)
- 오네코탄섬(온네코탄섬)
- 하림코탄섬(하리모코탄섬 또는 하루모코탄섬)
- 예카르마섬(에카루마섬)
- 치링코탄섬(지린코탄섬)
- 시아시코탄섬(샤스코탄섬)
- 로브스키섬(모지레쓰 암)